# El malvado zorro feroz
El malvado zorro feroz (título original en francés: Le Grand Méchant Renard et autres contes...) es una película de antología animada francesa de 2017 dirigida por Benjamin Renner y Patrick Imbert, adaptada de los propios libros de Renner Le grand méchant renard y Un bébé à livrer. Originalmente concebidos como especiales de televisión de media hora, los tres segmentos de la película están unidos por un marco narrativo.

## Sinopsis
Aquellos que piensan que la campiña es un lugar tranquilo y pacífico están equivocados, allí se encuentran animales particularmente agitados, un Zorro que piensa que es un pollo, un Conejo que hace la cigüeña y un Pato que quiere reemplazar a Santa Claus. Si deseas tomarte unas vacaciones, pasa de largo y sigue tu camino…

### Un bebé para entregar
Una cigüeña dice tener un ala rota y deja al bebé que tuvo que entregar a Aviñón, Pauline, en manos de un trío de animales de granja: un cerdo, un conejo y un pato. Estos dos últimos demuestran ser inmaduros y torpes, y por lo tanto potencialmente peligrosos para el bebé, el cerdo intenta compensar sus errores para que la pequeña Pauline encuentre a sus padres, incluso si ella se niega inicialmente a encargarse de ello...

### El malvado zorro feroz
Un zorro lucha para cumplir su papel depredador. De hecho, insignificante, tímido, no intimidante o muy impresionante, no puede aterrorizar a las gallinas y es martirizado por ellas. Mientras hace lo mejor que puede, tomando al lobo como modelo, se las arregla para robar tres huevos (en una idea del lobo) y espera a que nazcan para comerlos.

### Hay que salvar la Navidad
En la granja, los animales preparan las fiestas navideñas. Multiplicando tonterías y desastres, el conejo y el pato destruyen un Santa Claus de plástico y se persuaden de haber matado al real. A pesar de la explicación del cerdo, están pensando en reemplazar a Santa para que entregue los regalos a los niños de todo el mundo por la noche.

## Reparto
| Personaje         | Actor original (Francia)                                                                                                   | Actor estadounidense (Estados Unidos)                       | Actor de doblaje (España) | Actor de doblaje (México)         |
| ----------------- | --- | ----------------------------------------------------------- | ------------------------- | --------------------------------- |
| Zorro             | Guillaume Darnault | Giles New                                                   | Sergio Zamora             | Ricardo Bautista                  |
| Cerdo             | Damien Witecka | Justin Edwards                                              | José Javier Serrano       | Christian Strempler               |
| Conejo            | Kamel Abdessadok | Adrian Edmondson                                            | Alberto Mieza             | –                                 |
| Pato              | Antoine Schoumsky | Bill Bailey                                                 | Masumi Mutsuda            | –                                 |
| Gallina           | Céline Ronté | Celia Imrie                                                 | Toni Avilés               | Adriana Casas                     |
| Pauline           | Violette Samama | Louie-Loveday O'Brien                                       | –                         | Ana Lobo                          |
| Alex              | Jules Bienvenu | Alexander Molony                                            | –                         | –                                 |
| Evan              | Augustin Jahn-Sani | Tallulah Conabeare                                          | –                         | –                                 |
| Lobo              | Boris Rehlinger | Matthew Goode                                               | Juan Carlos Gustems       | Raúl Solo                         |
| Perro             | Guillaume Bouchède | Adrian Edmondson                                            | Paco Gázquez              | Leonardo García                   |
| Cigüeña           | Christophe Lemoine | Phil Whelans                                                | Bruno Jordá               | Alejandro Mayén                   |
| Santa Claus       | Jean-Loup Horwitz | Marcel McCalla                                              | –                         | Pedro D'Aguillón Jr.              |
| Bulldog           | Boris Rehlinger | Phill Jupitus                                               | Miguel Ángel Jenner       | –                                 |
| Polluelo          | Élise Noiraud |                                                             | Elisabet Bargalló         | –                                 |
| Voces adicionales | Magali Rosenzweig, Bernard Larmande, Michel Scotto Di Carlo, Sylvie Genty, Yves Yan, Thierry Jahn y Jean-Sébastien Leblanc | Rasmus Hardiker, Alice Atkinson, Joe Sedula y Beth Chalmers | –                         | Jorge Ornelas y Melissa Hernández |

| Información técnica  | Información técnica                    | Información técnica               |
| Rol                  | Castellano                             | Español latino                    |
| -------------------- | -------------------------------------- | --------------------------------- |
| Estudio de doblaje   | International Sound Studio (Barcelona) | Candiani Dubbing Studios (México) |
| Dirección de doblaje | Bruno Jordá                            | Alejandro Mayén                   |
| Traducción           | –                                      | Ilda de Córdova                   |
| Ajuste               | Bruno Jordá                            | –                                 |

## Premios
- 2017: Premios Annie: Nom. a mejor película indep., dirección y animación personajes.
- 2017: Premios Lumiere: Pend. a mejor película de animación.
- 2018: Premios César: Mejor película de animación.